# Pemfigoide ampul·lar
El penfigoide ampul·lar és una malaltia autoimmunitària pruriginosa preferencialment en persones grans, majors de 60 anys, que pot implicar la formació de butllofes (ampul·les) a l'espai entre les capes cutànies epidèrmica i dèrmica. El trastorn és un tipus de pemfigoide. Es classifica com una reacció d'hipersensibilitat de tipus II, amb formació d'anticossos anti-hemidesmosomes.

## Signes i símptomes
Clínicament, les primeres lesions poden aparèixer com una erupció cutània vermella semblant a les urticàries, però també poden aparèixer amb formes dermatítiques, targetoides, liquenoides, nodulars o fins i tot sense erupcions (prurit essencial). Les ampul·les tenses acaben rebentant-se, més freqüentment a la part interna de les cuixes i a la part superior dels braços, però amb freqüència hi participen el tronc i les extremitats. Pot implicar-se qualsevol part de la superfície de la pell. Les lesions orals estan presents en una minoria de casos. La malaltia pot ser aguda, però pot durar de mesos a anys amb períodes d'exacerbació i remissió. Algunes altres malalties de la pell poden presentar símptomes similars. No obstant això, el mílium és més freqüent amb l'epidermòlisi ampul·lar adquirida, a causa de les dianes antigèniques més profundes. Una presentació semblant a un anell amb una depressió central o unes ampul·les col·lapsades centralment pot indicar una malaltia lineal per IgA. El signe de Nikolsky és negatiu, a diferència del pèmfig vulgar, on és positiu.

## Causes
En la majoria dels casos de pemfigoide ampul·lar, no s'identifiquen factors de precipitació clars. Entre els possibles esdeveniments precipitadors que s'han informat, hi ha l'exposició a la llum ultraviolada i la radioteràpia. L'aparició del pemfigoide també s'ha associat amb certs fàrmacs, inclosos la furosemida, agents antiinflamatoris no esteroidals, inhibidors de la DPP-4, captopril, penicil·lamina i antibiòtics.

## Fisiopatologia
Les ampul·les estan formades per una reacció immunitària, iniciada per la formació d'autoanticossos IgG dirigits a la distonina, també anomenat antigen 1 del pemfigoide ampul·lar, i/o al col·lagen tipus XVII, també anomenat antígen 2 del pemfigoide ampul·lar, que és un component dels hemidesmosomes. Una forma diferent de distonina s'associa a una neuropatia. Després de la segmentació d'anticossos, una cascada d'immunomoduladors produeix un augment variable de cèl·lules immunitàries, inclosos neutròfils, limfòcits i eosinòfils, que arriben a la zona afectada. Els esdeveniments poc clars comporten posteriorment una separació al llarg de la unió dermoepidèrmica i, finalment, l'aparició de les ampul·les.

## Diagnòstic

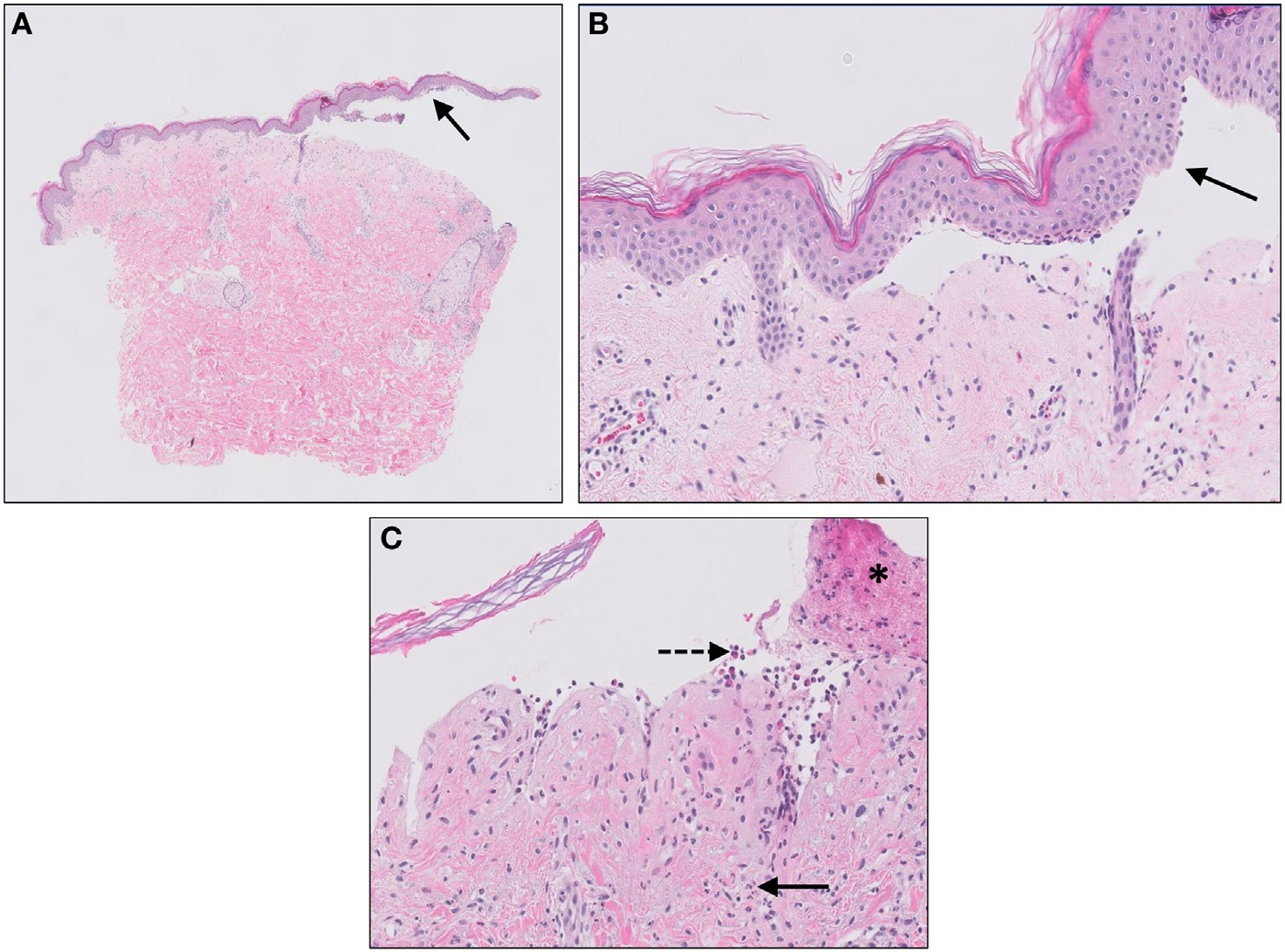
Micrografia de penfigoide ampul·lar. Ampolles subepidèrmiques [fletxes sòlides a (A, B)] i afluència de cèl·lules inflamatòries, inclosos eosinòfils i neutròfils a la dermis [fletxa sòlida (C)] i cavitat de la ampolla [fletxes discontínues (C)]. A (C) també es nota la deposició de fibrina (asteriscs).

El diagnòstic consisteix en almenys 2 resultats positius de 3 criteris (regla 2 de 3): (1) pruïja i/o butllofes cutànies predominants, (2) dipòsits lineals d'IgG i/o C3c (en un patró n-serrat) mitjançant microscòpia directa d'immunofluorescència (DIF) en una mostra de biòpsia cutània i (3) tinció lateral epidèrmica positiva mitjançant microscòpia indirecta d'immunofluorescència en pell humana dividida de sal (IIF SSS) en una mostra de sèrum. La tinció rutinària d'H-E o les proves ELISA no afegeixen valor al diagnòstic inicial.

## Tractament
Els tractaments inclouen esteroides tòpics com el clobetasol i l'halobetasol, que en alguns estudis han demostrat ser igualment eficaços que els sistèmics, o la píndola, la teràpia i una mica més segurs. No obstant això, en casos difícils de manejar o generalitzats, poden ser adequats la prednisona sistèmica i potents medicaments immunosupressors sense esteroides, com ara metotrexat, azatioprina o micofenolat mofetil. Alguns d'aquests medicaments tenen el potencial d'efectes adversos greus, com ara danys renals i hepàtics, augment de la susceptibilitat a les infeccions i supressió de la medul·la òssia. Els antibiòtics com la tetraciclina o l'eritromicina també poden controlar la malaltia, especialment en pacients que no poden utilitzar corticoesteroides. S'ha trobat que l'anticòs monoclonal anti-CD20 rituximab és eficaç en el tractament d'alguns casos refractaris de pemfigoides. Una metaanàlisi de 10 assaigs controlats aleatoris del 2010 va mostrar que els esteroides orals i els esteroides tòpics potents són tractaments eficaços, tot i que el seu ús pot estar limitat per efectes secundaris, mentre que les dosis més baixes d'esteroides tòpics són segurs i eficaços per al tractament del pemfigoide ampul·lar moderat.
El pemfigoide mediat per IgA sovint pot ser difícil de tractar fins i tot amb medicaments normalment efectius com el rituximab.

## Pronòstic
El pemfigoide ampul·lar es pot auto-resoldre en un període que va des de diversos mesos fins a molts anys, fins i tot sense tractament. La mala salut general relacionada amb la vellesa s'associa a un pronòstic més deficient.

## Epidemiologia
Molt poques vegades vist en nens, el pemfigoide ampul·lar i no ampul·lar es produeix amb més freqüència en persones de 70 anys o més. La seva freqüència estimada és de set a 14 casos per milió per any, però s’ha informat que pot arribar als 472 casos per milió i any en homes escocesos majors de 85 anys. Almenys un estudi indica que la incidència podria augmentar al Regne Unit. Algunes fonts informen que afecta els homes el doble de freqüentment que les dones, mentre que altres no indiquen cap diferència entre els sexes.